# Pseudostenophylax hebeiensis
Pseudostenophylax hebeiensis là một loài Trichoptera trong họ Limnephilidae. Chúng phân bố ở miền Cổ bắc.